# 度会町立度会中学校
度会町立度会中学校（わたらいちょうりつ わたらいちゅうがっこう）は、三重県度会郡度会町棚橋にある公立中学校。度会町が設置する唯一の中学校である。
開かれた学校づくりを推進し、度会町民であれば誰でも授業を参観できる学校開放日を設定している。

## 沿革
- 1976年（昭和51年）
  - 4月1日 - 内城田中学校・中川中学校・一之瀬中学校・小川郷中学校を統合し、開校[3]。開校時の生徒は12学級430人[3]。
  - 5月 - 校章制定、校舎竣工式挙行[3]。
- 1977年（昭和52年）3月 - 校歌・校旗制定[3]。
- 1979年（昭和54年）3月 - 体育館竣工[3]。
- 2014年（平成26年）3月25日 - グラウンド改修、部室兼器具庫改築工事完了[4]。

## 部活動
女子ソフトボール部は2019年現在、全国中学校ソフトボール大会に16回出場している。2014年は部員12人と  少数ながら三重県大会と東海大会をいずれも準優勝で突破している。度会町では親子2代にわたってソフトボールを経験している家庭が多い。皿屋好則が度会中学校に赴任して以降、近くの宮川での石投げや部員全員が成功するまでバントを続ける「連続バント」などの独自の練習法を取り入れている。2009年にはジャパンライムから『試合で打ち勝つチームを育てる!〜度会中学校のソフトボール指導〜』というDVDが発売された。
吹奏楽部は「宮リバー度会パーク春まつり」や「サマーフェスティバル in わたらい」など地域のイベントで演奏を行っている。2014年現在の部員は59人で、ほとんどの部員は楽器未経験で楽譜が読めない状態で入部している。

## 交通
通学にはスクールバスが利用されており、2014年度から土曜日にも部活動送迎用に2台運行される。運行経路は8コースで最長約20km、33分の通学となる。登校のバスは定時運行のため、座席指定となっている。スクールバスは度会小学校と兼用する。
- 三重交通バス「棚橋南」バス停から徒歩すぐ。
- 三重県道65号度会玉城線沿い。

## 著名な出身者
- 上村麻衣 - バレーボール選手、中学校でバレーボールを始めた[13]。
- 山根佐由里 - ソフトボール選手（トヨタ自動車所属）、世界選手権（2010年・2014年・2016年）日本代表[14]。